# Anomalophylla majori
Anomalophylla majori är en skalbaggsart som beskrevs av Ahrens 2005. Anomalophylla majori ingår i släktet Anomalophylla och familjen Melolonthidae. Inga underarter finns listade i Catalogue of Life.